# Gohad
Gohad är en ort i Indien.   Den ligger i distriktet Bhind och delstaten Madhya Pradesh, i den centrala delen av landet, 270 km söder om huvudstaden New Delhi. Gohad ligger 158 meter över havet och antalet invånare är 51 635.
Terrängen runt Gohad är mycket platt. Runt Gohad är det tätbefolkat, med 266 invånare per kvadratkilometer. Gohad är det största samhället i trakten. Trakten runt Gohad består till största delen av jordbruksmark.